# Stictocoris picturatus
Stictocoris picturatus är en insektsart som först beskrevs av Sahlberg 1842.  Stictocoris picturatus ingår i släktet Stictocoris, och familjen dvärgstritar. Arten är reproducerande i Sverige.